# مروان كنزاري
مروان كنزاري (بالهولندية: Marwan Kenzari)‏ هو ممثل هولندي-تونسي من مواليد 16 يناير 1983، شارك في عدة أفلام هولندية وأمريكية، حصل على جائزة العجل الذهبي لأفضل ممثل في عام 2013 (وهي أهم جائزة سينمائية في هولندا).
من افلامه، فلم الملاك الذي أنتجته شبكة نتفلكس ويتحدث الفلم عن العميل المصري المزدوج اشرف مروان وساهم في فيلم علاء الدين بدور (جعفر) وزير السلطان

## روابط خارجبة
- مروان كنزاري على موقع IMDb (الإنجليزية)
- مروان كنزاري على موقع قاعدة بيانات الأفلام العربية
- مروان كنزاري على موقع ألو سيني (الفرنسية)
- مروان كنزاري على موقع أول موفي (الإنجليزية)
- مروان كنزاري على موقع قاعدة بيانات الفيلم (الإنجليزية)
- مروان كنزاري على موقع كينوبويسك (الروسية)